# Clambus armadillo
Clambus armadillo là một loài bọ cánh cứng trong họ Clambidae. Loài này được De Geer miêu tả khoa học đầu tiên năm 1774.

## Hình ảnh

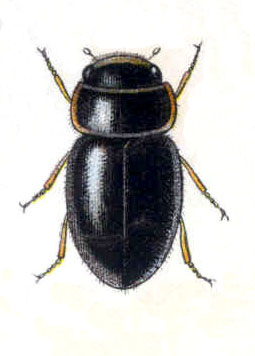